# Бойд (округ, Небраска)
Округ Бойд (англ. Boyd County) — округ на востоке американского штата Небраска. На 2010 год население округа Бойд составляло 1891 жителя. Окружной центр — Бьютт. В системе автомобильных номеров Небраски округ Бойд имеет префикс 63.
В округе расположены сразу два населённых пункта, считающихся одними из самых маленьких в мире: Монови (1 житель) и Гросс (2 жителя).

## География
По данным Бюро переписи населения США округ Бойд имеет общую площадь в 1412 квадратных километра, из которых 1399 кв. километра занимает земля и 13 кв. километра — вода.
Через округ проходят:
- US 281[англ.].
- Дорога 11 штата Небраска[англ.].
- Дорога 12 штата Небраска[англ.].

## История
Округ Бойд был образован в 1891 году. Название получил в честь губернатора Небраски Джеймса Бойда.

## Население
| Год переписи | Нас. |  | %±     |
| ------------ | ---- |  | ------ |
| 1890         | 695  |  | —      |
| 1900         | 7332 |  | 955%   |
| 1910         | 8826 |  | 20,4%  |
| 1920         | 8243 |  | −6,6%  |
| 1930         | 7169 |  | −13%   |
| 1940         | 6060 |  | −15,5% |
| 1950         | 4911 |  | −19%   |
| 1960         | 4513 |  | −8,1%  |
| 1970         | 3752 |  | −16,9% |
| 1980         | 3331 |  | −11,2% |
| 1990         | 2835 |  | −14,9% |
| 2000         | 2438 |  | −14%   |
| 2010         | 2099 |  | −13,9% |
| 2016         | 1982 |  | −5,6%  |

В 2010 году на территории округа проживало 2099 человек (из них 49,5 % мужчин и 50,5 % женщин), насчитывалось 942 домашнее хозяйство и 591 семей. Расовый состав: белые — 97,0 %, коренные американцы — 0,6 % и представители двух и более рас — 1,0 %.
Население округа по возрастному диапазону по данным переписи 2010 года распределилось следующим образом: 21,5 % — жители младше 18 лет, 2,0 % — между 18 и 21 годами, 50,0 % — от 21 до 65 лет и 26,5 % — в возрасте 65 лет и старше. Средний возраст населения — 50,2 лет. На каждые 100 женщин в Бойде приходилось 97,8 мужчин, при этом на 100 совершеннолетних женщин приходилось уже 99,3 мужчины сопоставимого возраста.
Из 942 домашнего хозяйства 62,7 % представляли собой семьи: 55,2 % совместно проживающих супружеских пар (17,0 % с детьми младше 18 лет); 4,5 % — женщины, проживающие без мужей и 3,1 % — мужчины, проживающие без жён. 37,3 % не имели семьи. В среднем домашнее хозяйство ведут 2,20 человека, а средний размер семьи — 2,79 человека. В одиночестве проживали 35,0 % населения, 20,2 % составляли одинокие пожилые люди (старше 65 лет).

## Экономика
В 2016 году из 1601 трудоспособных жителей старше 16 лет имели работу 979 человек. В 2014 году медианный доход на семью оценивался в 60 156 $, на домашнее хозяйство — в 42 463 $. Доход на душу населения — 25 507 $. 6,7 % от всего числа семей в Бойде и 12,5 % от всей численности населения находилось на момент переписи за чертой бедности.